# Nikołaj Mikłucho-Makłaj

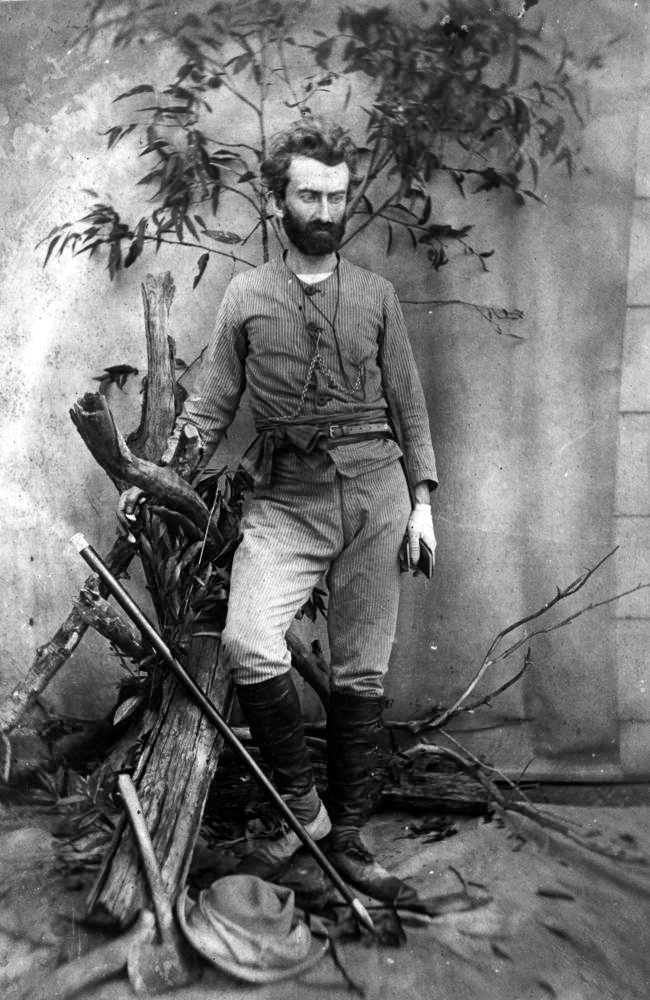
Nikołaj Nikołajewicz Mikłucho-Makłaj w 1880 roku

Nikołaj Nikołajewicz Mikłucho-Makłaj (ros. Николай Николаевич Миклухо-Маклай, ur. 5 lipca?/17 lipca 1846, zm. 2 kwietnia?/14 kwietnia 1888 w Sankt Petersburgu) – rosyjski etnolog, antropolog i biolog.
Urodził się pod Nowogrodem jako syn inżyniera budowlanego, pracującego przy linii kolejowej Moskwa-Sankt Petersburg. Jego matką była Polka, Katarzyna Bekker, której trzej bracia (a jego wujowie) brali udział w powstaniu styczniowym. Uczył się w szkole w Sankt Petersburgu i studiował na uniwersytecie w tym mieście. Następnie odbył podróż naukową po Europie. Zaprzyjaźnił się z Antonem Dohrnem, z którym współpracował przy utworzeniu stacji zoologicznej w Mesynie.
18 lipca 1878 na pokładzie szkunera Witiaź przybył do Sydney. W Australii wysunął projekt budowy stacji biologicznej, zbudowanej według projektu Johna Kirkpatricka na Watsons Bay. Odbył podróż do północno-wschodnią Nową Gwineę. Ożenił się z Margaret-Emmą Robertson, córką premiera Nowej Południowej Walii Johna Robertsona. W 1887 roku opuścił Australię. Jego stan zdrowia jednak pogorszył się i w wieku 42 lat zmarł z powodu nierozpoznanego wcześniej guza mózgu, mimo opieki lekarskiej ze strony Siergieja Botkina. Został pochowany na cmentarzu w Wołkowie, wolą uczonego było pozostawienie czaszki w zakładzie anatomii Akademii Medyko-Chirurgicznej.